# Jouko Hein
Jouko Hein (* 23. Februar 1980 in Rakvere) ist ein ehemaliger estnischer Skispringer.
Seine erste Profi-Saison absolvierte er 1996/97 im Skisprung-Continental-Cup. Dabei konnte er insgesamt vier Punkte und damit den 127. Platz in der Gesamtwertung erreichen. Am 1. März 1998 gab er sein Debüt im Skisprung-Weltcup. Dabei erreichte er beim Skifliegen in Vikersund den 54. Platz. Es war das einzige Weltcup-Springen seiner Karriere. Zwei Jahre später startete er bei der Skiflug-Weltmeisterschaft 2000 in Vikersund und flog dort auf den 47. Platz. Bei der Skiflug-Weltmeisterschaft 2002 in Harrachov konnte er sich zwar qualifizieren, trat aber zum Finaldurchgang nicht an. Nach weiteren erfolglosen Springen im Continental Cup beendete Hein 2002 seine aktive Skisprungkarriere.